# Tátra (hegység)
A Tátra (szlovákul és lengyelül Tatry) a Kárpátok legmagasabb hegyvonulata Szlovákia északi és Lengyelország déli határán.
A Tátra részei:
- Liptói-havasok vagy Nyugati-Tátra (Západné Tatry) (németül: Liptauer Alpen)
- Keleti-Tátra (Východné Tatry)
  - Magas-Tátra (Vysoké Tatry)
  - Bélai-havasok vagy Bélai-Tátra (Belianske-Tatry)
- Lengyel-Tátra

Földrajzilag nem tekintik a Tátra részének az Alacsony-Tátrát (szlovákul Nízke Tatry), amely a Tátrától délre fekszik. A két hegységcsoportot a Vág völgye választja el egymástól. A köznyelvben ugyanakkor gyakran az Alacsony-Tátrát is beleértik a Tátra fogalmába.

## Nevének eredete
Először 675-ben, a görög Karpathos elnevezésként találkozhatunk a hegyvonulatra történő utalással. A következő utalás a római időkből származik, amikor Montes nivium, vagyis Havas-hegység néven jelölték. A IV. Béla korából fennmaradt első magyar oklevelek Tarczal vagy Tatur néven említik, míg a magát „a néhai Béla király jegyzőjeként” aposztrofáló Anonymus Gesta Hungarorum (A magyarok cselekedetei) című, 1210 körül megjelent, a honfoglalás regényes históriáját közreadó művében Trytur néven említi az ország e részét, míg a későbbi Szepességet Zepus néven jelöli. Kosmas cseh krónikás 1125-ből származó, kézzel írott művében Tritri vagy Tryti néven szerepel. A 12-14. század között kelt magyar források Turtur, Turtul, Tortol, Tarczal elnevezéseket használnak, míg egy 1255-ből fennmaradt lengyel okirat mai nevén, Tatry név alatt említi a hegységet. Georgius Wernher (1497–1567) német származású lengyel tudós és költő 1549-ben kiadott De admirandis Hungariae aquis hypomnemation című munkájában találkozunk először a Tatri elnevezéssel. Ezt a névhasználatot erősíti meg Frölich Dávid 1639-ben megjelent Medulla geographiae practicae című műve, amelyből megtudhatjuk, hogy a hegységet a szláv népek Tatry-nak, a szepességi németek pedig Schnee-Gebürg-nek hívták. Egy 1778-ban megjelent latin nyelvű kiadvány Tatur, magyarul Tátra néven említi a hegységet.

## Területe, határai

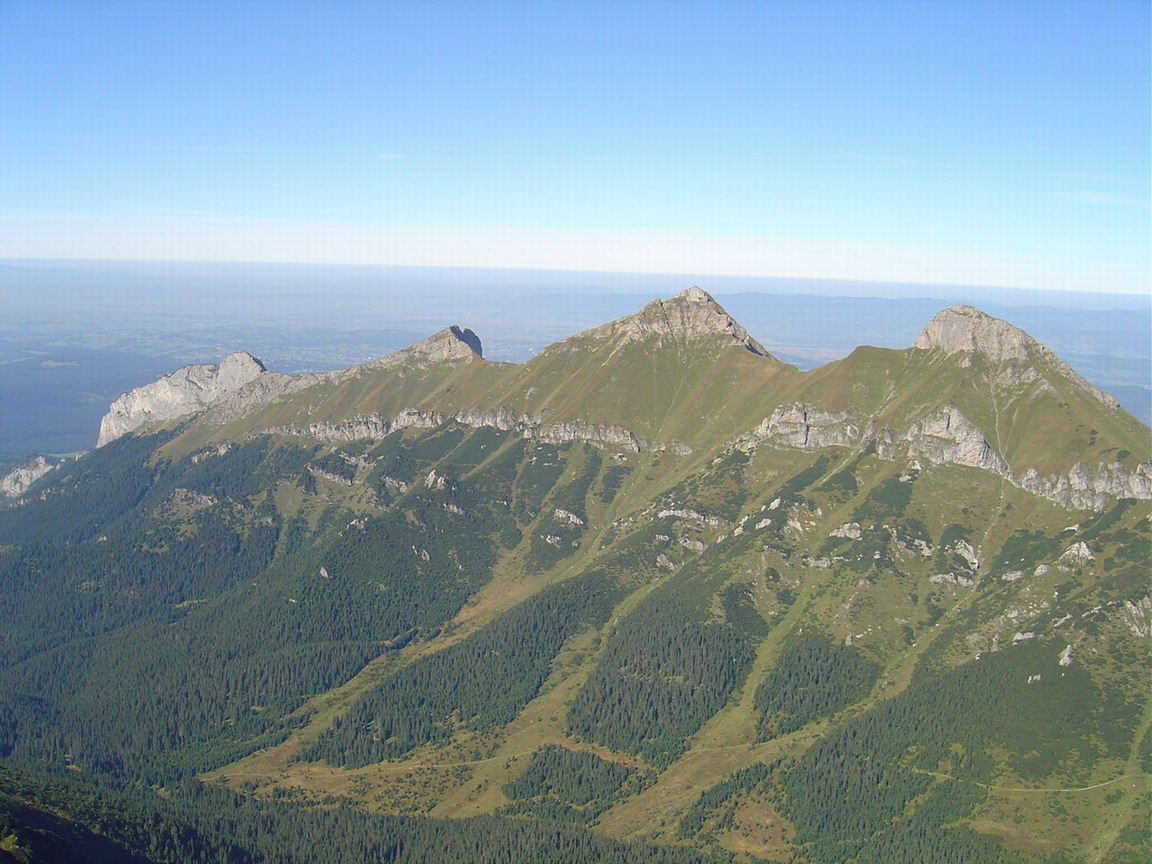
A Bélai-havasok, a Tátra keleti széle

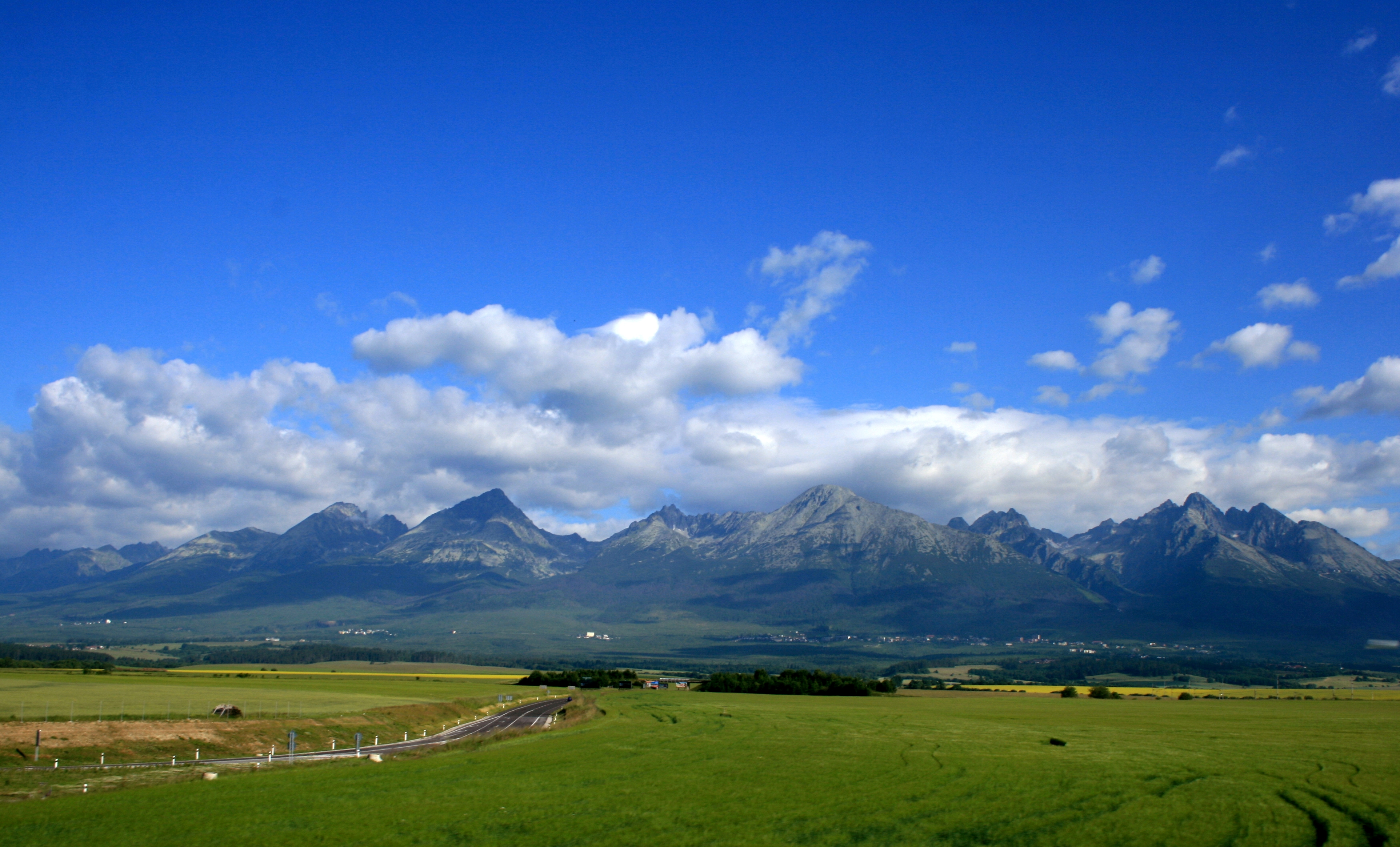
A Magas-Tátra délkeletről, Poprád felől

A Tátra, amely a Központi Kárpátok legmagasabb részeként a Kárpátok 1200 km hosszan elnyúló hegykoszorújának északi részén fekszik, a világ legkisebb terjedelmű magashegysége.[forrás?] Szlovákia és Lengyelország határán, valamint négy nagy folyó, az Árva, a Vág, a Poprád és a Dunajec medencéi és völgyei fölé magasodik a két szomszéd ország legmagasabb hegysége, melynek kristályos magját a Liptói-Tátra vagy Liptói-havasok és a Magas-Tátra képezik. A hegység magját nyugaton az Árva-liptói mészkőhegység, keleten a Bélai-Tátra, míg északon a Lengyel-Tátra túlnyomóan mészkő alkotta hegyei foglalják keretbe.
A Központi Kárpátokat általában két nagy részre szokás szétbontani. Nyugati felét a Liptó-árvai-mészkőhegység és a Liptói-Tátra alkotják, míg keleti felét Szepesi havasoknak is nevezik a kutatók. A keleti részt aztán további három részre oszthatjuk. Legnagyobb és legmagasabb része a tulajdonképpeni Magas-Tátra a Lengyel-Tátrával együtt, míg kisebbik része a Bélai-Tátra.
A Tátra egyes részeinek geológiai felépítése igen eltérő képet mutat. Míg a Magas-Tátra és a Liptói-Tátra fő kőzete a gránit, addig a Bélai-Tátrának és a Lengyel-Tátra nagy részének fő alkotóeleme a mészkő.
A Tátra területe nem túl nagy, mindössze 785 km² (összehasonlításként az Alpok 175.000 km²). Ebből maga a Magas-Tátra (a szlovák és a lengyel oldalon együtt) 335 km²-nyi talapzaton áll, a Liptói-Tátra (a lengyel oldalon fekvő Tatry Zachodnie-val együtt) 383 km², míg a Bélai-Tátra 67 km² területű.
A Magas-Tátra főgerince kb. 26 km hosszú, összefüggő gránittömeget alkot, míg legnagyobb szélessége légvonalban (beleszámítva a Lengyel-Tátrát is) 17 km. A Liptói-Tátra főgerince kb. 42 km hosszú, míg a Bélai-Tátra hosszúsága kb. 7 km, így a teljes tátrai főgerinc hosszúsága kb. 75 km, de a hegység légvonalban mért hosszúsága 56 km körül van. A főgerinc legmélyebb hágói a hegység két szélén találhatók. A Liptói-Tátra Ny-i oldalán fekszik a Sedlo Pálenica, amely 1570 m tsz.f.m-ú, míg a Magas-Tátra keleti végén találjuk az 1749 m tsz.f.m-ú Kopa-hágót.

## Földrajza

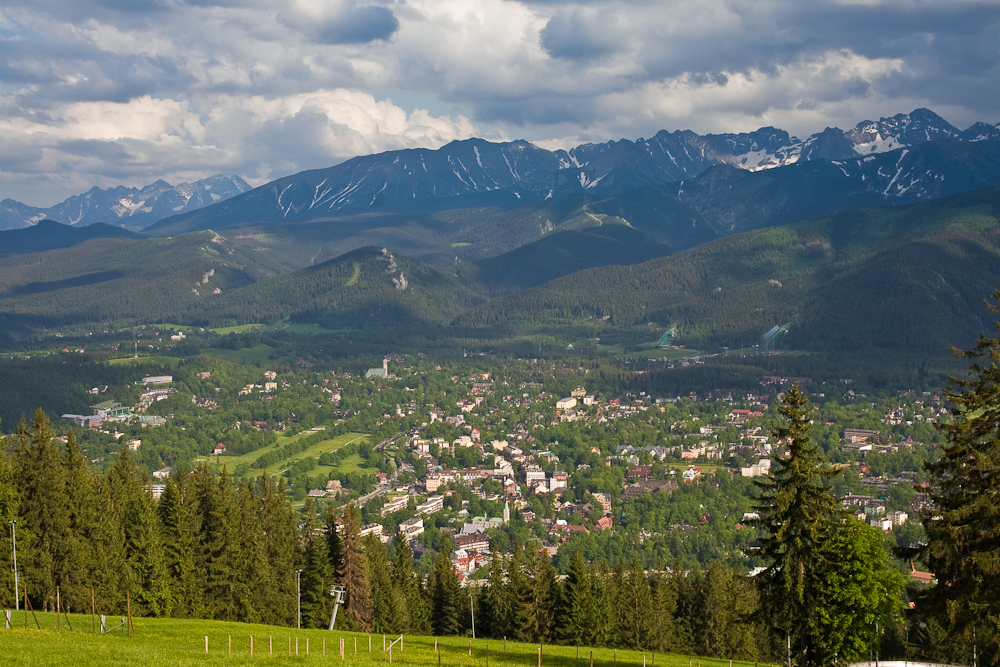
A Lengyel-Tátra észak felől, az előtérben Zakopane városa

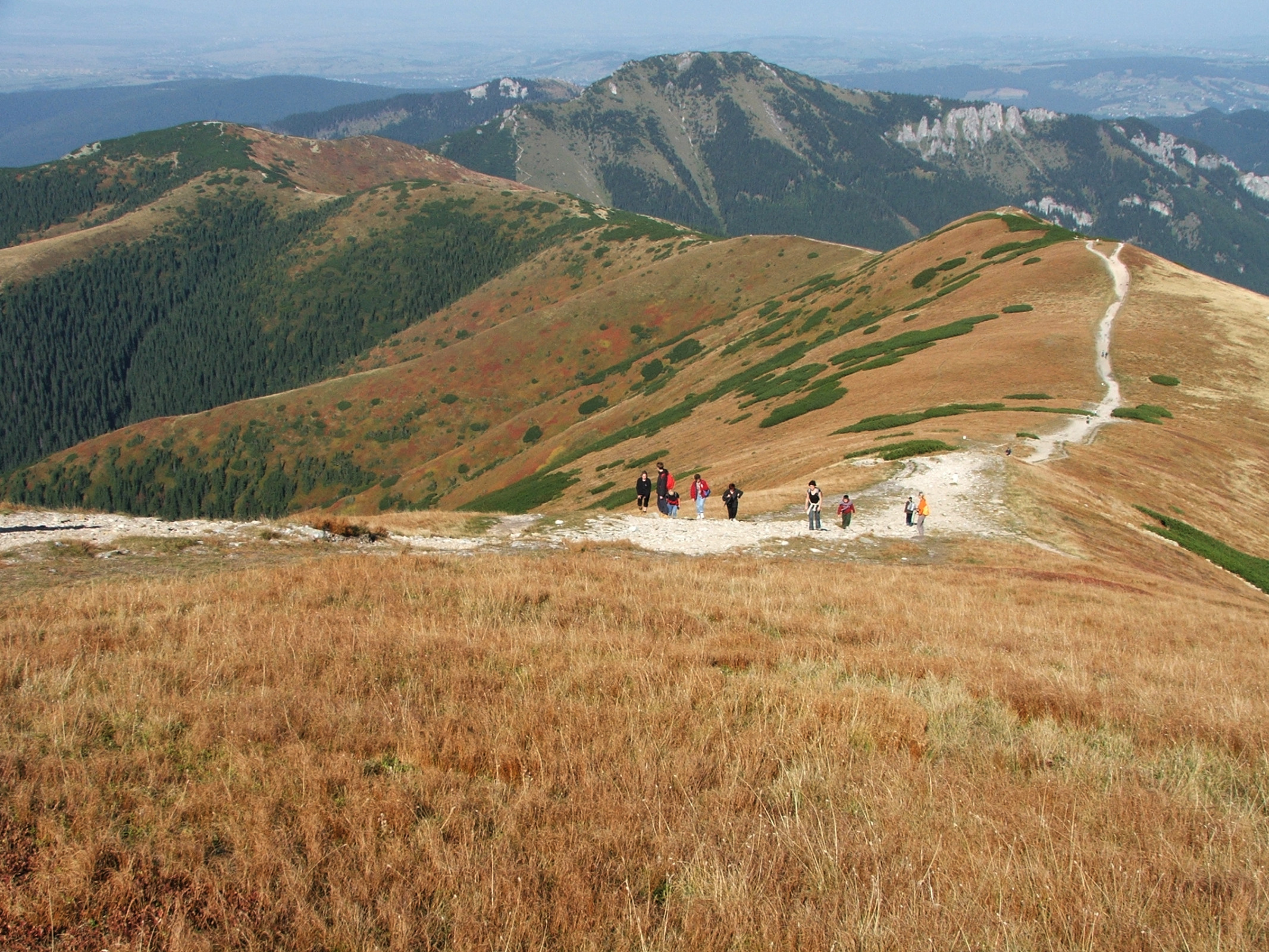
Liptói-havasok

A Tátra hegység 786 km²-nyi területen fekszik, ebből 550 km² Szlovákiában, a többi Lengyelországban. A Tátra keleti részét a magasabb Magas-Tátra és az alacsonyabb Bélai-havasok (Bélai-Tátra, szlovákul Belianske Tatry) alkotják, a Tátra alacsonyabb nyugati része a Liptói-havasokban (Nyugati-Tátra, szlovákul Západné Tatry) folytatódik.
Több mint 30 csúcsa meghaladja a tengerszint feletti 2500 méter magasságot. Legmagasabb csúcsa a Gerlachfalvi-csúcs (2655 m), legismertebb csúcsa a Lomnici-csúcs (2634 m), amely a hegység második legmagasabb csúcsa.
A Kárpátok 1200 km hosszú hegyvonulatának egyetlen alpesi jellegű része. A Magas-Tátra túlnyomó része a két Tátrai Nemzeti Parkhoz (TANAP) tartozik. (A szlovák és a lengyel oldalon is van egy nemzeti park ilyen néven.)
A Tátra legkiterjedtebb, 400 km² területű része a Liptói-havasok (Nyugati-Tátra). Főgerincének hossza 32 km, anyaga főleg gránit. Nyugati és északkeleti részében vannak kisebb mészkőszakaszok.
A Magas-Tátra területe kisebb, főgerince kelet-nyugati irányban mindössze 26 km hosszúságú, a legkisebb területű magashegység a világon. 371 km²-nyi területen fekszik, ebből 260 km² Szlovákiában van. Nyugati irányból a Liliom-hágó
(Liliové sedlo) (1947 m) húzódik keletre a Kopa-hágóig (1749 m). Legnyugatibb hegye a Szvinica, s keleten az utolsó hegycsúcsa a Fehér-tavi-csúcs (2229 m). A fő gerinc alakja, dél felé domborodó ív. Alig csökken 2000 méteres magasság alá,. A főgerinc legmagasabb pontja a Jég-völgyi-csúcs (2627 m). Ez a hegység is jobbára gránitból áll, de északi részében mészkőmaradványok is fellelhetők.
A Magas-Tátrától elkülönül eltérő földtani szerkezete, s az ebből adódó domborzati képe miatt is a Bélai-havasok vagy Bélai-Tátra. Területe lényegesen kisebb, mint a Magas-Tátráé, 67,5 km². Az egyes részek páratlan volta főként földtani szerkezetüknek és domborzati formáiknak köszönhető. Feltűnőek az eljegesedések nyomai. A mészkőalapon lúgos a talaj, s csodaszép magashegyi virágok tenyésznek rajta.
A Tátrai Nemzeti Park területén turistajelzésekkel ellátott ösvények vezetnek. Teljes hosszuk csaknem 600 km, a hegység úgyszólván minden nevezetes része elérhető rajtuk – a zárt területté nyilvánított Bélai-havasok és a szigorúan védett természetvédelmi területek kivételével. Környezetvédelmi, és biztonsági okokból november elsejétől június 15-ig a magashegyi övezetet is lezárják.
A Tátra területének egyik legismertebb, leglátogatottabb, s egyben a legkényelmesebb ösvény a tátrai főútvonal (Magistrála).

## Kialakulása

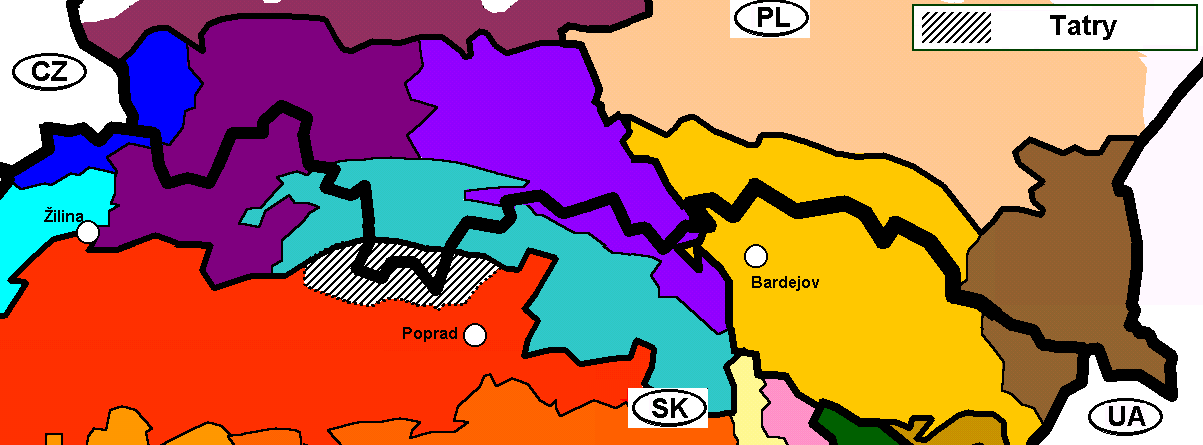
A Tátra elhelyezkedése (vonalkázott rész) a régió geomorfológiai térképén

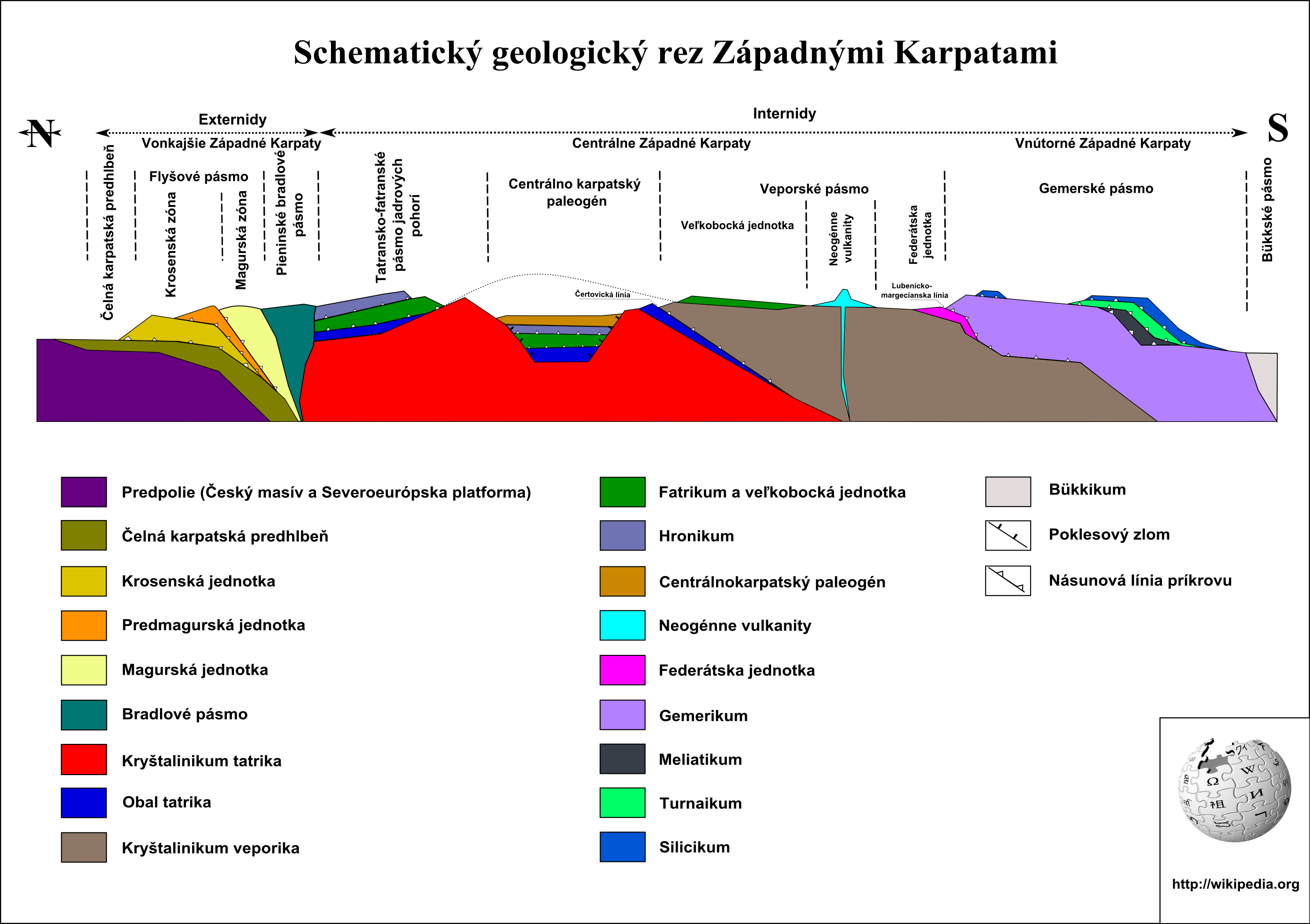
Az Északnyugati-Kárpátok metszete észak-déli irányban

A Kárpátok (és ezzel együtt természetesen a Tátra is) az ún. alpi hegységképződés egyik fázisaként mintegy 100 millió évvel ezelőtt, a Föld középkorában (250 és 66 millió év között), az alsó- (140 és 97 millió év között) és felső kréta (97 és 66 millió év között) földtörténeti kor határán gyűrődött fel. Ekkor a megelőző 100 millió év alatt ott hullámzó tenger által lerakott üledék, és alatta a hegység kristályos magja más jelentős hegységekkel (Alpok, Kaukázus, Kordillerák, Andok) együtt a magasba emelkedett, de lábait még hosszú időn át a tenger hullámai verdesték. Az ekkor kialakult Tátra hegység azonban nem nagyon hasonlított a manapság ismert hegységre, hiszen az ekkor még viszonylag gyenge gyűrődés folytán a Tátra lankásan domborodó, szabályos alkatú hegység lehetett.
A következő jelentős változás a Tátra arculatának kialakulásában a földtörténeti újkor (66 millió évtől máig) kezdetén, a paleocén (66 és 55 millió év között) és eocén (55 és 36 millió év között) korban zajlott le, amikor is hevesebb alpi hegységképződés ment végbe. A földtörténet újkorának következő időszakában, az oligocén korban (36 és 24 millió év között) a tenger visszahúzódott a Kárpátok lábaitól, és ezután több hegymozgás már nem érte a hegységet. Ezzel tulajdonképpen elérkeztünk a Tátra mai arculatának kialakításában egyik legfontosabb szerepet játszó korba. A földtörténeti újkor negyedidőszakában, az alsó- (1,7 millió és 720 ezer év között) és felső pleisztocén (720 ezer és 10 ezer év között) időszakában többször erősen eljegesedett a Föld felszíne (ezeket az időszakokat nevezik jégkorszakoknak). Ezekben a hideg időszakokban Kelet-Európa nagy részét elborították a skandináv magashegységekből származó jégtömegek, amelyek aztán a jégkorszakok közötti melegebb (interglaciális) időszakokban visszahúzódva kialakították a hegység mai arculatát.
A Tátra mai felszínének kialakulására leginkább a visszahúzódó jégtakaró volt hatással. A hegység főtömegét alkotó kemény gránitból a gleccserek vésték ki a Magas-Tátra mai arculatát, a megfagyott hótömegek ugyanis évezredeken át uralták a hegységet. A folyamat jellegzetes nyomai sok helyen felfedezhetők, hisz a hajdani gleccserek kiterjedt morénákat (kőgörgetegeket) hoztak létre, amelyek egészen a hegység lábáig, az üdülőhelyekig is eljutottak. A minden nagyobb tátrai völgyben előforduló gleccserek kisebezték a hegyoldalakat, kitágították a völgyeket.
Napjainkra, amikor a földtörténeti negyedidőszak holocén időszakát (10 ezer évtől napjainkig) éljük, már egyetlen gleccser sincs a Tátrában, a szabad sziklafelületek azonban még mutatják a gleccsercsuszamlások nyomait. Csupán a mély völgyek, a szaggatott, fantasztikusabbnál fantasztikusabb formákat mutató sziklaszirtek emlékeztetnek erre az időszakra, no meg a hegység fő látványosságai, a gleccserteknőkben kialakult tengerszemek. Érdekességként említhető, hogy a Magas-Tátrában összesen 21 gleccser volt. Ezek közül a legnagyobb a Poduplaszki-völgyben elterülő Fehérpataki-gleccser volt, a maga 14 km hosszúságával és 1,5 km szélességével. A D-i oldalon a Menguszfalvi-gleccser volt a legnagyobb kiterjedésű, ennek hossza 11,5 km, szélessége 1,7 km volt.

## Éghajlata

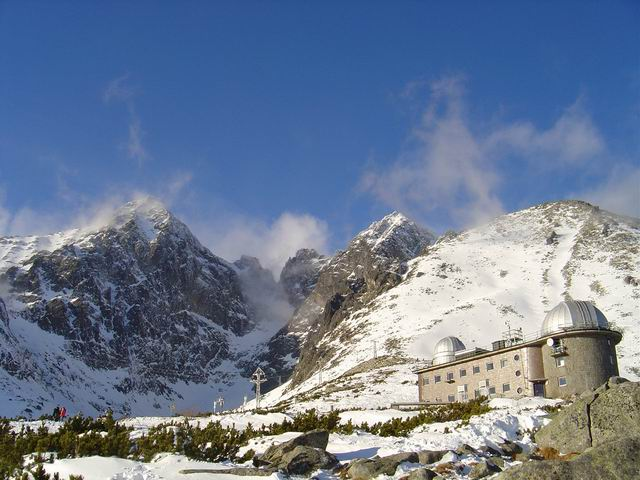
Obszervatórium a Kő-pataki-tónál, háttérben a Lomnici-csúcs

A Tátrának külön vagy különleges éghajlata nincsen – hacsak a gyors változást, kiszámíthatatlanságot nem tekintjük annak –, de a hegység tömege és magassága hatással van az időjárás alakulására. A déli oldal védett az északi és északnyugati hűvös és csapadékot szállító szelektől, ezért az északi oldalon több a csapadék, és az évi átlaghőmérséklet 2-3 °C -kal alacsonyabb. A magas hegyek klimatológiai befolyása miatt a tél melegebb, a nyár hűvösebb, mint a lábainál elterülő síkságokon és völgyekben. A sokévi átlaghőmérséklet a déli oldalon 1000 m magasságban télen – 5-6 °C, nyáron 13-15 °C között ingadozik.
A hó 1300 m felett átlagosan négy-öt, 1800 m felett hat hónapig képez összefüggő takarót.
Május közepétől már vannak hómentes utak, június elejétől a déli oldalon már sok ilyen van, de nyári körülmények csak a hónap végére alakulnak ki. Szeptember végén, október elején kezdődik az esőzés és az ősz.
Turistaszempontból igen fontos jellegzetesség, hogy nyáron a hegység belsejében a reggeli égbolt tiszta és derült, dél körül azonban beborul és gyakran esik. A rövidebb, hosszabb eső után ismét szép idő következik, ezért a túrázók általában kora reggel indulnak. Júniustól augusztusig sok az eső. Átlag másodnaponként esik, a legtöbbet júliusban, a legkevesebbet szeptemberben és október elején. A napok ilyenkor már rövidebbek, de derültek.

## Külső hivatkozások
- Információk a Tátráról
- Magyar Tátraportál
- magas-tatra.info